# Charing Cross (stanice metra v Londýně)
Charing Cross (název někdy neformálně zkracovaný na Charing X) je stanice metra v londýnském obvodě Westminster pojmenovaná po nedaleké lokalitě Charing Cross. Nachází se na linkách Bakerloo Line (kde leží mezi stanicemi Piccadilly Circus a Embankment) a Northern Line (kde leží mezi stanicemi Leicester Square a Embankment), a umožňuje rovněž přestup na železnici. Má vchody z náměstí Trafalgar Square, z ulice Strand a z nádraží Charing Cross. Mezi lety 1979 a 1999 zde byla také konečná stanice linky Jubilee Line, v roce 1999 byl provoz s cestujícími na úseku linky Jubilee Line ze stanice Green Park ukončen. Uzavřená část stanice včetně nástupišť linky Jubilee Line je nicméně stále udržována a sporadicky využívána filmaři.
Stanice je v tarifní zóně 1.
Současná stanice Charing Cross byly původně dvě samostatné stanice, známé po většinu své existence jako Trafalgar Square a Strand. Byly spojeny a dostaly svůj současný název teprve až při otevření linky Jubilee Line.
Nejstarší část dnešní stanice byla otevřena 10. března 1906 na dnešní lince Bakerloo Line a byla pojmenována po náměstí Trafalgar Square. 22. června 1907 byla otevřena druhá část budoucí přestupní stanice pod jménem Strand na dnešní lince Nothern Line. Přestože obě stanice původně vlastnila stejná železniční společnost (Underground Electric Railways Company of London), nebyl mezi nimi v podzemí přímý přestup a cestující museli vystoupat na povrch. Toto nepohodlí bylo odstraněno až při výstavbě stanice na lince Jubilee Line. V roce 1979 nově vzniklá stanice pod novým názvem Charing Cross zde vytvořila přestupní uzel, který spojil původní stanici Trafalgar Square na lince Bakerloo Line a původní stanici Strand na lince Northern Line. Již existující stanice Charing Cross Embankment na linkách Circle, District, Bakerloo a Northern Line byla současně přejmenována na Embankment.

## Historie

### Počátky
Součást dnešní stanice na lince Bakerloo Line a její součást na lince Northern Line byly původně otevřeny jako dvě samostatné stanice a sloučily se teprve při otevření dnes již zaniklé stanice linky Jubilee Line. Obě původní stanice také prošly během své historie řadou změn svých názvů.
První část komplexu, dnešní nástupiště linky Bakerloo Line, byla dne 10. března 1906 otevřena jako stanice Trafalgar Square železniční společností Baker Street & Baker Street & Waterloo Railway (BS&WR). Nástupiště dnešní linky Northern Line (větev Charing Cross) byly otevřeny jako stanice Charing Cross železniční společností Charing Cross, Euston & Hampstead Railway (CCE&HR) o rok později 22. června 1907. Při svém otevření byla tato stanice jižní konečnou stanicí železnice CCE&HR, která odtud vedla do svých dvou severních větví s tehdy konečnými stanicemi Golders Green a Highgate (nyní Archway).
Přestože obě podzemní železniční linky byly vlastněny a provozovány stejnou společností Underground Electric Railways Company of London (UERL), nebyly obě sousední stanice pod zemí propojeny a cestující, kteří mezi oběma linkami přestupovali, museli výtahy vyjet na povrch, přejít po chodníku na povrchu a opět sjet do podzemí výtahy. Ve snaze zlepšit možnosti přestupu byla podzemní železnice CCE&HR prodloužena o krátký úsek na jih pod nádraží Charing Cross, kde se propojila s podzemní železnicí BS&WR a podpovrchovou železnicí District Railway (další železniční linka z portfolia společnosti UERL). Toto prodloužení bylo pro cestující otevřeno 6. dubna 1914.

### Změny názvů
Složitý stavební vývoj stanice odráží i komplikovaný vývoj změn jejího názvu včetně změn názvu sousední stanice Embankment.
| Změny názvů stanic Charing Cross a Embankment mezi lety 1906–1999 | Změny názvů stanic Charing Cross a Embankment mezi lety 1906–1999 | Změny názvů stanic Charing Cross a Embankment mezi lety 1906–1999 | Změny názvů stanic Charing Cross a Embankment mezi lety 1906–1999 | Změny názvů stanic Charing Cross a Embankment mezi lety 1906–1999 | Změny názvů stanic Charing Cross a Embankment mezi lety 1906–1999 | Změny názvů stanic Charing Cross a Embankment mezi lety 1906–1999 |
| ----------------------------------------------------------------- | ----------------------------------------------------------------- | ----------------------------------------------------------------- | ----------------------------------------------------------------- | ----------------------------------------------------------------- | ----------------------------------------------------------------- | ----------------------------------------------------------------- |
|                                                                   | Charing Cross                                                     | Charing Cross                                                     | Charing Cross                                                     | Embankment                                                        | Embankment                                                        | Embankment                                                        |
| Bakerloo Line                                                     | Northern Line                                                     | Jubilee Line                                                      | District Line                                                     | Bakerloo Line                                                     | Northern Line                                                     |                                                                   |
| 1870                                                              |                                                                   |                                                                   |                                                                   | Charing Cross                                                     |                                                                   |                                                                   |
| 1906                                                              | Trafalgar Square                                                  | Embankment                                                        |                                                                   | Charing Cross                                                     |                                                                   |                                                                   |
| 1907                                                              | Trafalgar Square                                                  | Embankment                                                        | Charing Cross                                                     | Charing Cross                                                     |                                                                   |                                                                   |
| 1914                                                              | Trafalgar Square                                                  | Charing Cross (Strand)                                            | Charing Cross (Embankment)                                        | Charing Cross (Embankment)                                        |                                                                   |                                                                   |
| 1915                                                              | Trafalgar Square                                                  | Strand                                                            | Charing Cross                                                     | Charing Cross                                                     | Charing Cross                                                     |                                                                   |
| 1973                                                              | Trafalgar Square                                                  | Strand (uzavřena)                                                 | Charing Cross                                                     | Charing Cross                                                     | Charing Cross                                                     |                                                                   |
| 1974                                                              | Trafalgar Square                                                  | Strand (uzavřena)                                                 | Charing Cross Embankment                                          | Charing Cross Embankment                                          | Charing Cross Embankment                                          |                                                                   |
| 1976                                                              | Trafalgar Square                                                  | Strand (uzavřena)                                                 | Embankment                                                        | Embankment                                                        | Embankment                                                        |                                                                   |
| 1979                                                              | Charing Cross                                                     | Charing Cross                                                     | Charing Cross                                                     | Embankment                                                        | Embankment                                                        |                                                                   |
| 1999                                                              | Charing Cross                                                     | Charing Cross                                                     | Embankment                                                        | Embankment                                                        | Embankment                                                        | Charing Cross (uzavřena)                                          |

Přestupní stanice mezi podzemní železnicí BS&WR a podpovrchovou železnicí District Railway byla nejprve známá jako Embankment (na BS&WR) a Charing Cross (na District Railway). Původní konečná stanice podzemní železnice CCE&HR severně od vlakového nádraží Charing Cross byl přejmenován na Charing Cross (Strand) a dále nová stanice podzemní železnice CCE&HR a původní stanice podzemní železnice BS&WR jižně od vlakového nádraží Charing Cross byla přejmenována Charing Cross (Embankment). Tyto názvy se používaly jen krátkou dobu: 9. května 1915 byla stanice Charing Cross (Strand) přejmenována na Strand a pro stanici Charing Cross (Embankment) společnost UERL přijala název stanice na železnici District Railway, tedy Charing Cross. Zároveň byla nedaleká stanice podzemní železnice Great Northern, Piccadilly and Brompton Railway přejmenována ze Strand na Aldwych, aby se zabránilo nejasnostem.
Stanice Strand linky Northern Line byla uzavřena 4. června 1973, aby se umožnila výstavba nových nástupišť linky Jubilee Line. Tato nástupiště byla postavena mezi nástupišti Linek Bakerloo Line a Northern Line spolu s dlouho chybějícím podzemním přestupem mezi těmito dvěma linkami. V očekávání otevření nové přestupní stanice byla od 4. srpna 1974 přejmenována stanice Charing Cross na Charing Cross Embankment. Nástupiště linky Jubilee Line a rekonstruovaná nástupiště linky Northern Line byla zprovozněna 1. května 1979. Od tohoto data sloučená stanice včetně stanice Trafalgar Square dostala své aktuální jméno. Současně stanice Charing Cross Embankment se vrátila k původnímu názvu Embankment z dob podzemní železnice BS&WR, čímž skončilo 109 let asociace názvu této stanice se jménem lokality Charing Cross. Větev West End linky Northern Line byla známá jako větev Charing Cross již před změnami názvů v roce 1979 a tento název větve zůstal zachován navzdory změnám nazvu stanice, na kterou odkazuje.

### Zrušená nástupiště linky Jubilee Line
Ačkoli stanice Charing Cross byla stavěna jako jižní konečná stanice linky Jubilee Line, existovaly již tehdy plány na prodloužení této linky na východ až k lokalitě Lewisham (v městském obvodu Lewisham v jihovýchodním Londýně). Postavené tunely proto pokračovaly za stanicí Charing Cross pod ulicí Strand až k číslu 143 na této ulici, tedy téměř až k mezitím uzavřené stanici Aldwych na lince Piccadilly Line, kde měla být další stanicí na prodloužené lince Jubilee Line. Následná regenerace oblasti Docklands v londýnském East Endu během 80. a 90. let vyžadovala další dopravní infrastrukturu a tak nakonec trasa prodloužení vedla novými tunely na jih od stanice Green Park, aby zajistila nové přestupy ve stanicích Westminster, Waterloo a London Bridge a pak dále pokračovala na poloostrov Greenwich (meandr Temže) a do stanice Stratford v londýnském obvodu Newham.
Nové tunely se oddělují od původní trasy na jih od stanice Green Park a při otevření prodlouženého úseku linky Jubilee Line mezi stanicemi Green Park a Waterloo 20. listopadu 1999 byla nástupiště této linky ve stanici Charing Cross pro cestující uzavřena. Po několik let byly eskalátory, které pokračovaly dolů k uzavřeným nástupištím, stále vidět zavřenými dveřmi na úpatí eskalátorů směřujících od staničního vestibulu. V současnosti jsou však okna již zakryta.
Nástupiště linky Jubilee Line jsou ještě používána jejími vlaky jako obratové koleje. Vlaky směřující na jih, pokud končí ve stanici Green Park, po opuštění cestujícími odjedou prázdné na jedno z nástupišť stanice Charing Cross. Slepé tunely za nástupišti mají kapacitu každý po dvou dalších vlacích.
Díky k tomu, že organizátor dopravy v Londýně Transport for London z provozních důvodů stále udržuje nástupiště a tratě linky Jubilee Line, mohou je používat i filmoví a televizní tvůrci hledající lokace moderních stanic metra. Ještě za provozu si nástupiště „zahrála“ ve filmu Čtvrtý protokol natočeném roku 1987 podle stejnojmenného špionážního románu anglického spisovatele Fredericka Forsytha. A po svém uzavření byla použita v četných produkcích, včetně různých epizod televizního seriálu MI5 a filmů Metro z roku 2004, 28 týdnů poté z roku 2007, Lekce umírání z roku 2007, Skyfall z roku 2012, a dále ve videu pro singl Cry anglické zpěvačky Alex Parksové.
V roce 2006 bylo navrženo, že prodloužení lehkého metra Docklands Light Railway od stanice Bank na západ by převzalo zrušená nástupiště linky Jubilee Line. Mezilehlé stanice na tomto prodlouženém úseku by byly Aldwych a nádraží City Thameslink, což by kopírovalo dříve plánovanou trasu linky Fleet Line.
V roce 2010 sloužila hala mezi nástupišti pro konkurzy licencovaných buskerů londýnského metra.

## Nástěnná malba
100 metrů dlouhá (330 stop) nástěnná malba podél nástupišť linky Northern Line byla navržena anglickým umělcem Davidem Gentlemanem. Představuje scény ze stavby původního kříže Charing Cross, památníku Eleonoře Kastilské, manželce krále Eduarda I.

## Noční provoz metra
Noční provoz londýnského metra a příměstské železnice Overground (zjednodušeně souhrnně označovaný jako Night Tube) byl sice zahájen na lince Northern Line v listopadu 2016, ale její noční vlaky ve stanici Charing Cross staví až od 29. června 2017.

## Dopravní návaznost
Stanici obsluhují autobusové linky 6, 9, 15, 87, 139, 176 a nostalgická linka 15H, a dále noční linky N9, N15, N21, N26, N44, N87, N155, N199 a N343.

## Pamětihodnosti v okolí stanice
Stanice se nachází v blízkosti Národní galerie, Národní portrétní galerie a dalších významných budov jako Oblouk admiralty (Admiralty Arch),  kostel sv. Martina v polích (St Martin-in-the-Fields), kanadské velvyslanectví Canada House, jihoafrické velvyslanectví South Africa House a hotel Savoy, a dále ulic Mall, Northumberland Avenue a Whitehall.

## Galerie

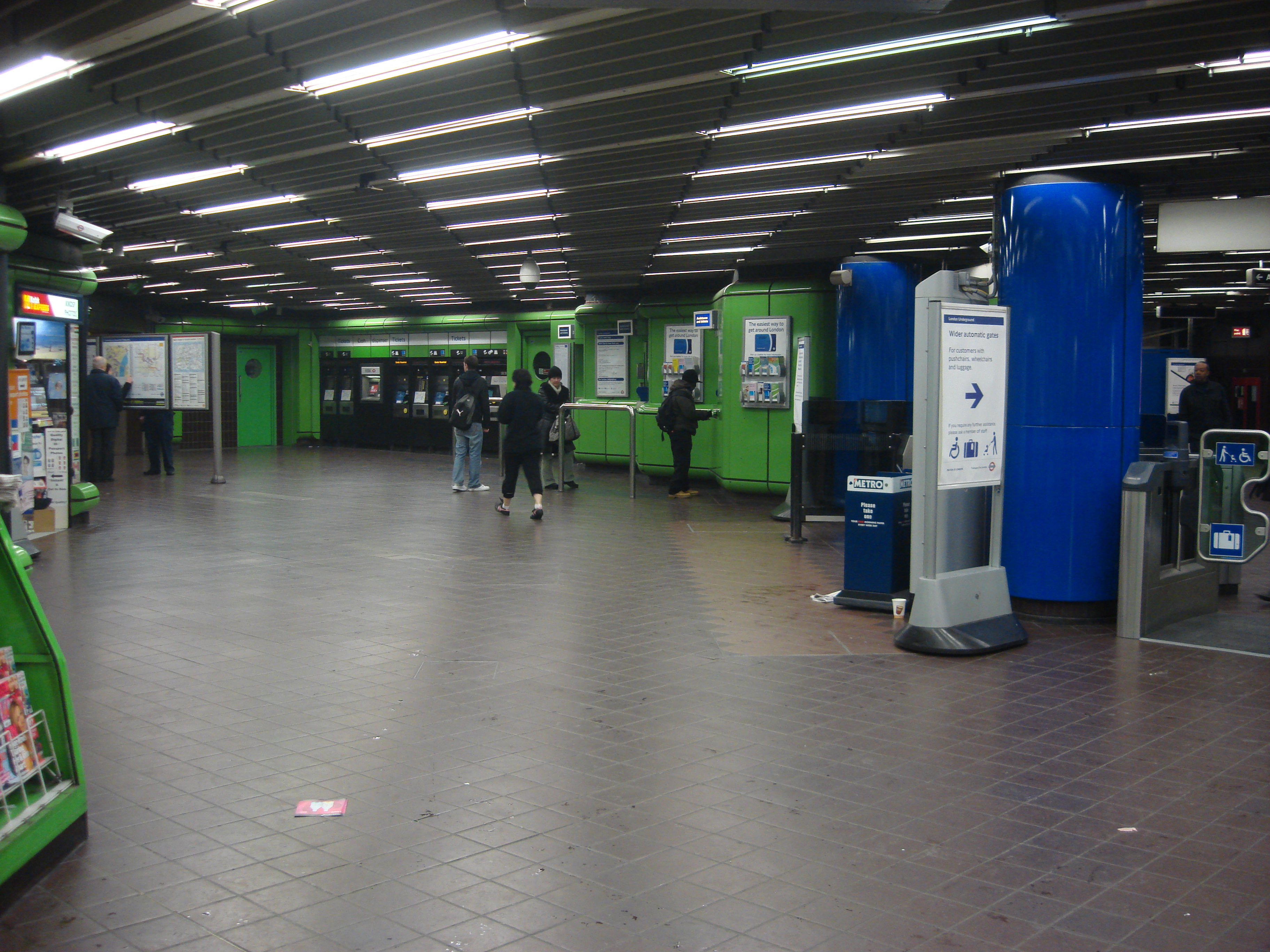
Vestibul stanice Charing Cross
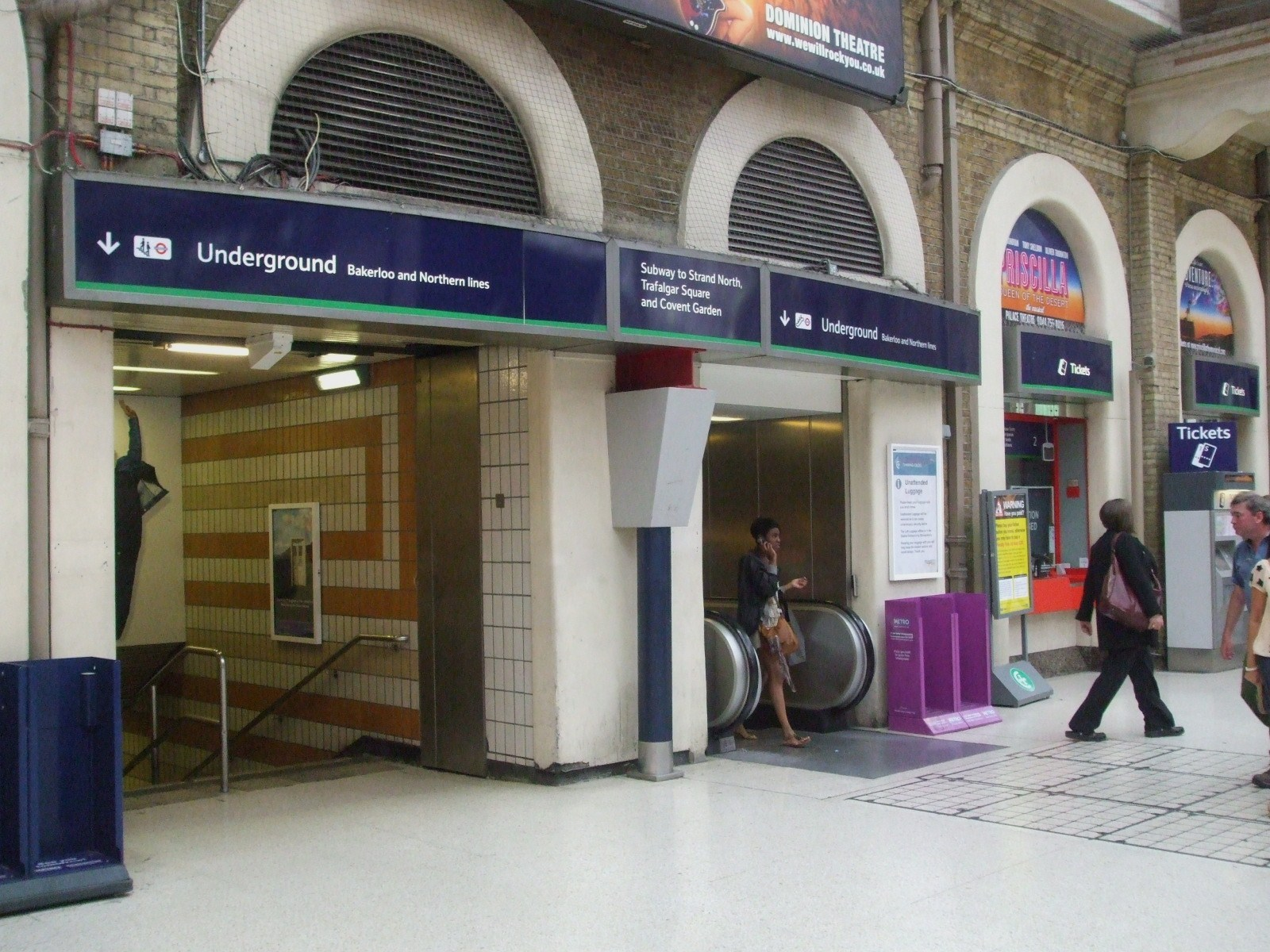
Vchod do stanice metra Charing Cross ze stejnojmenného nádraží
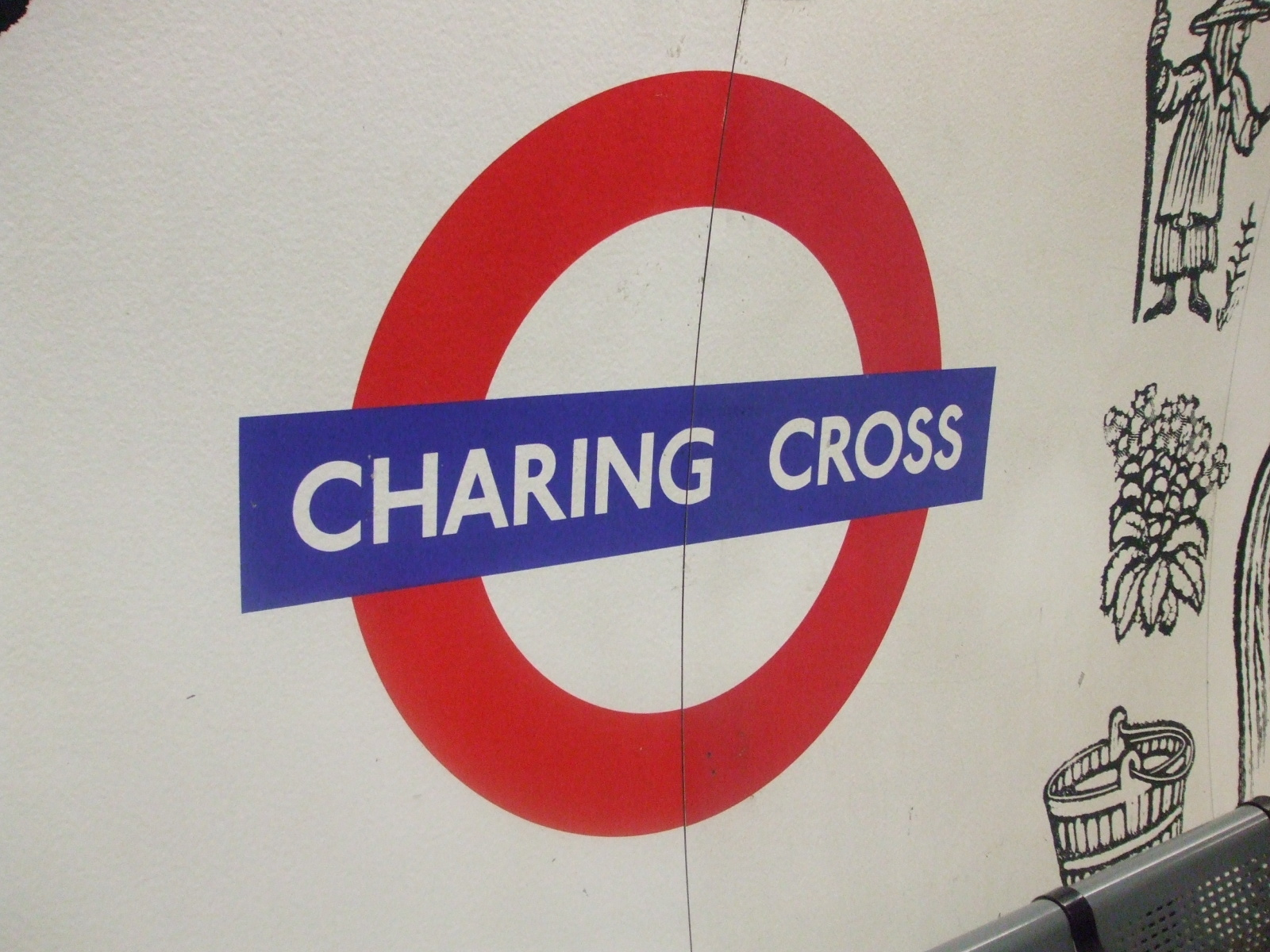
Logo londýnského metra z názvem stanice
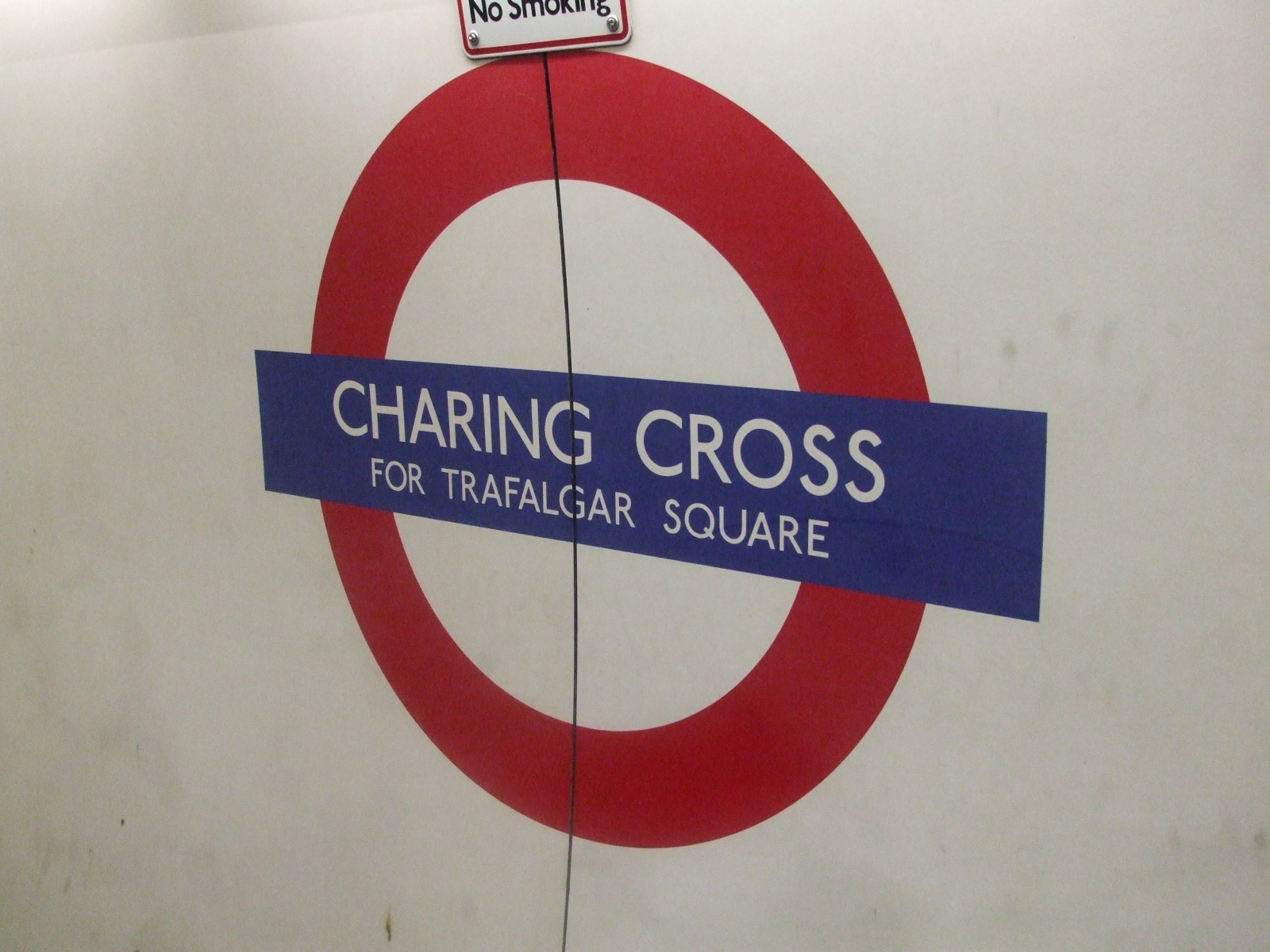
Logo londýnského metra s názvem stanice, s doplňkovou informací: Trafalgar Square
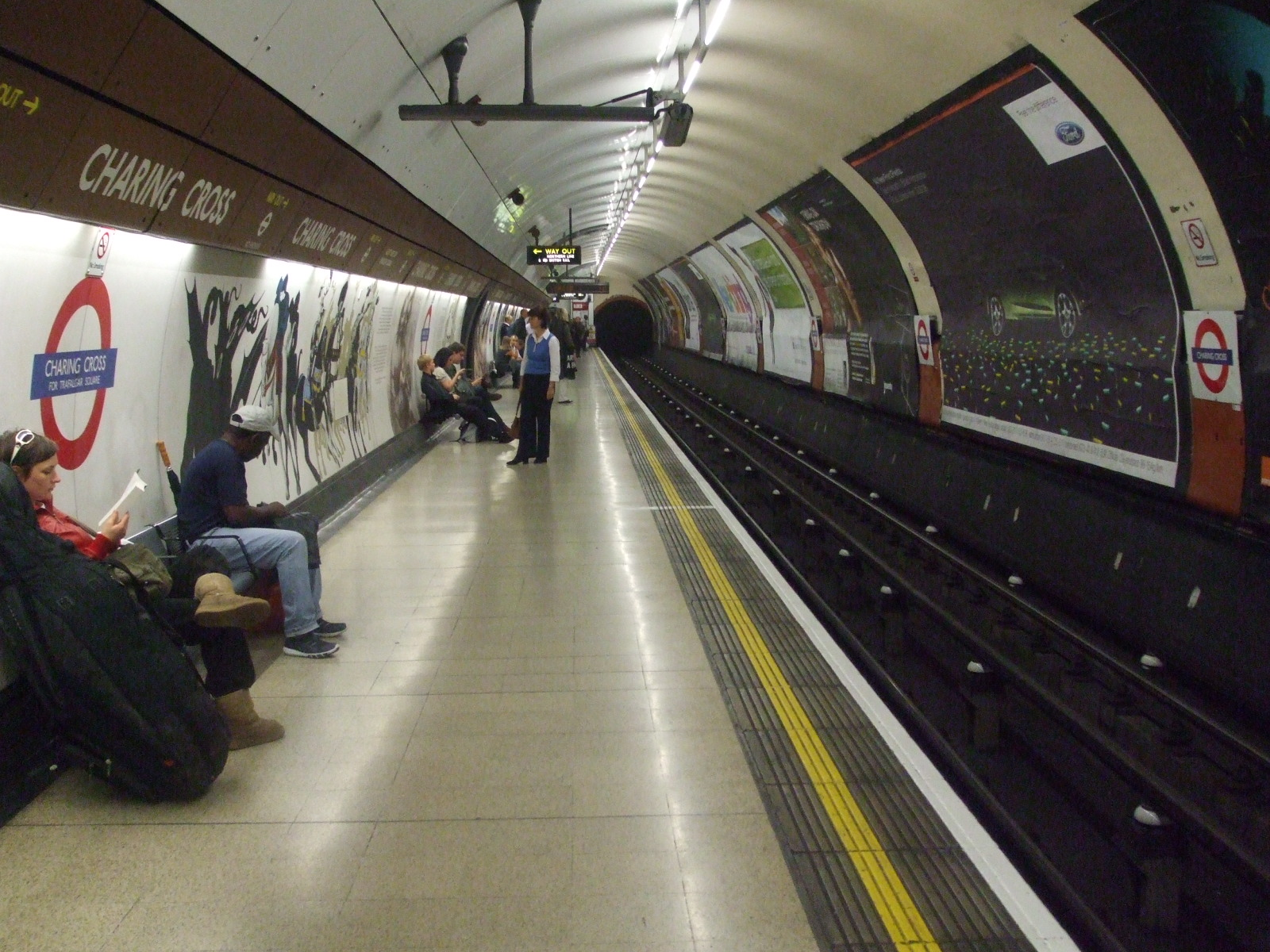
Nástupiště linky Bakerloo Line, rok 2008
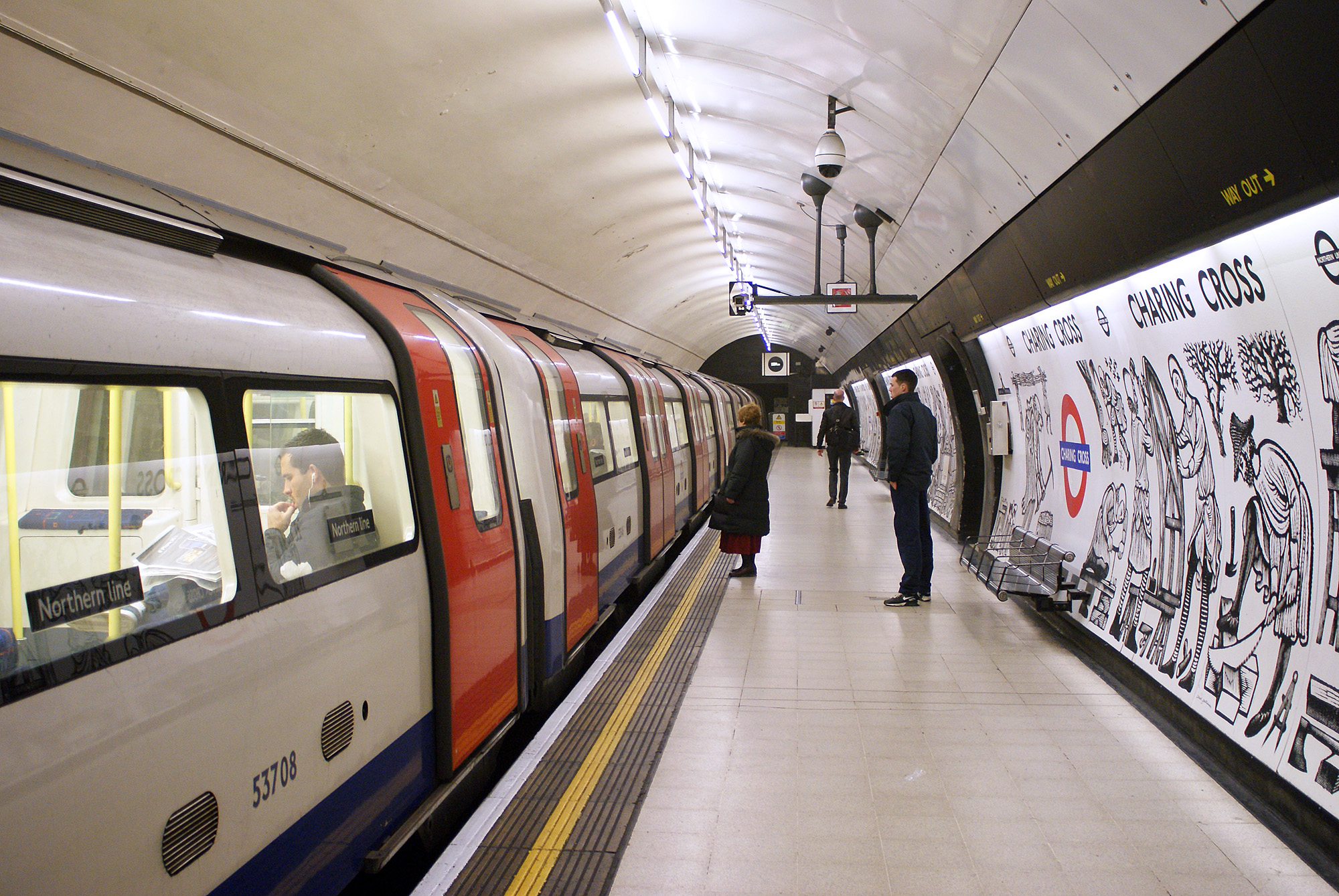
Nástupiště linky Northern Line
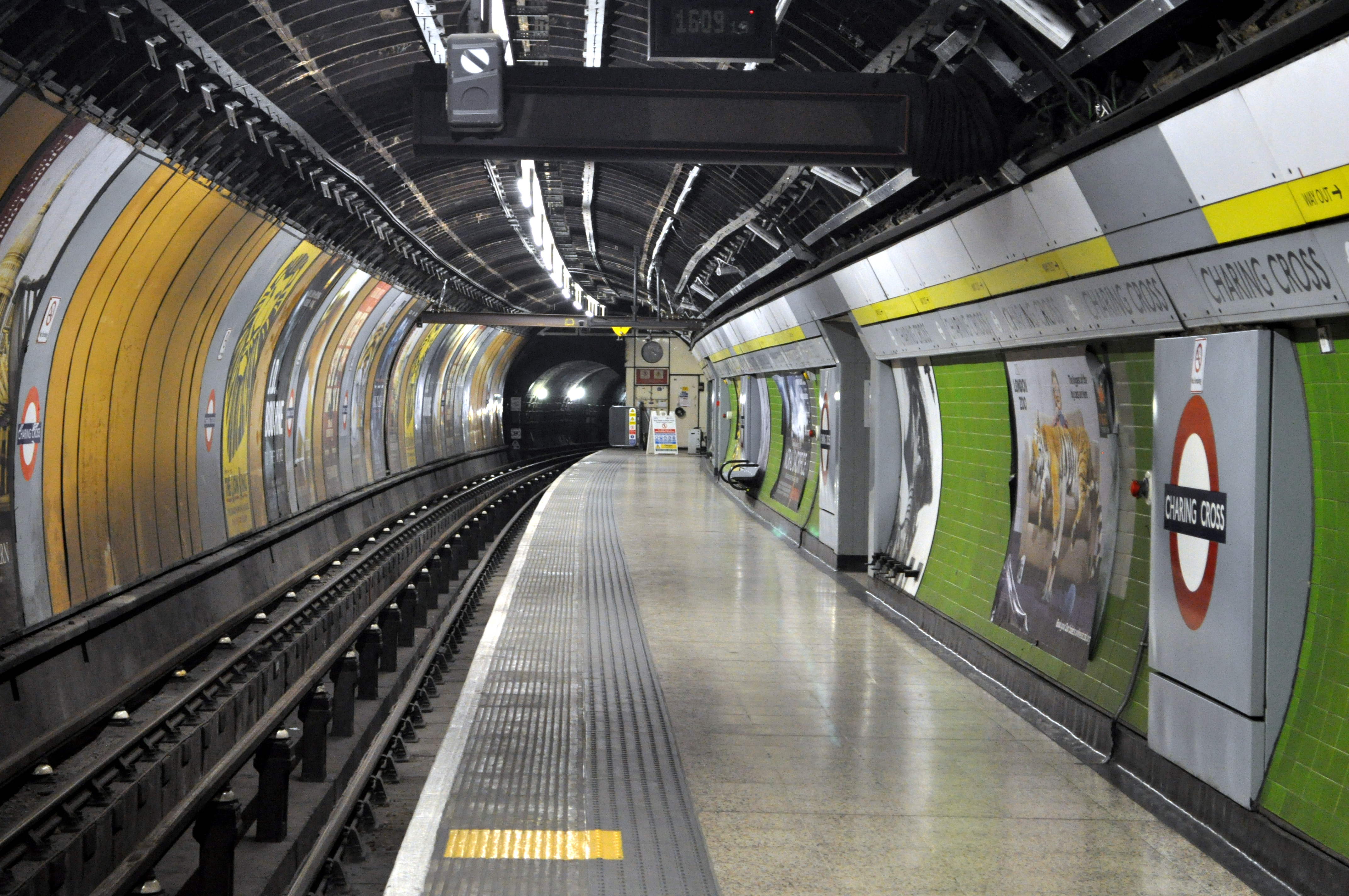
Nástupiště linky Jubilee Line, uzavřené pro veřejnost, rok 2015
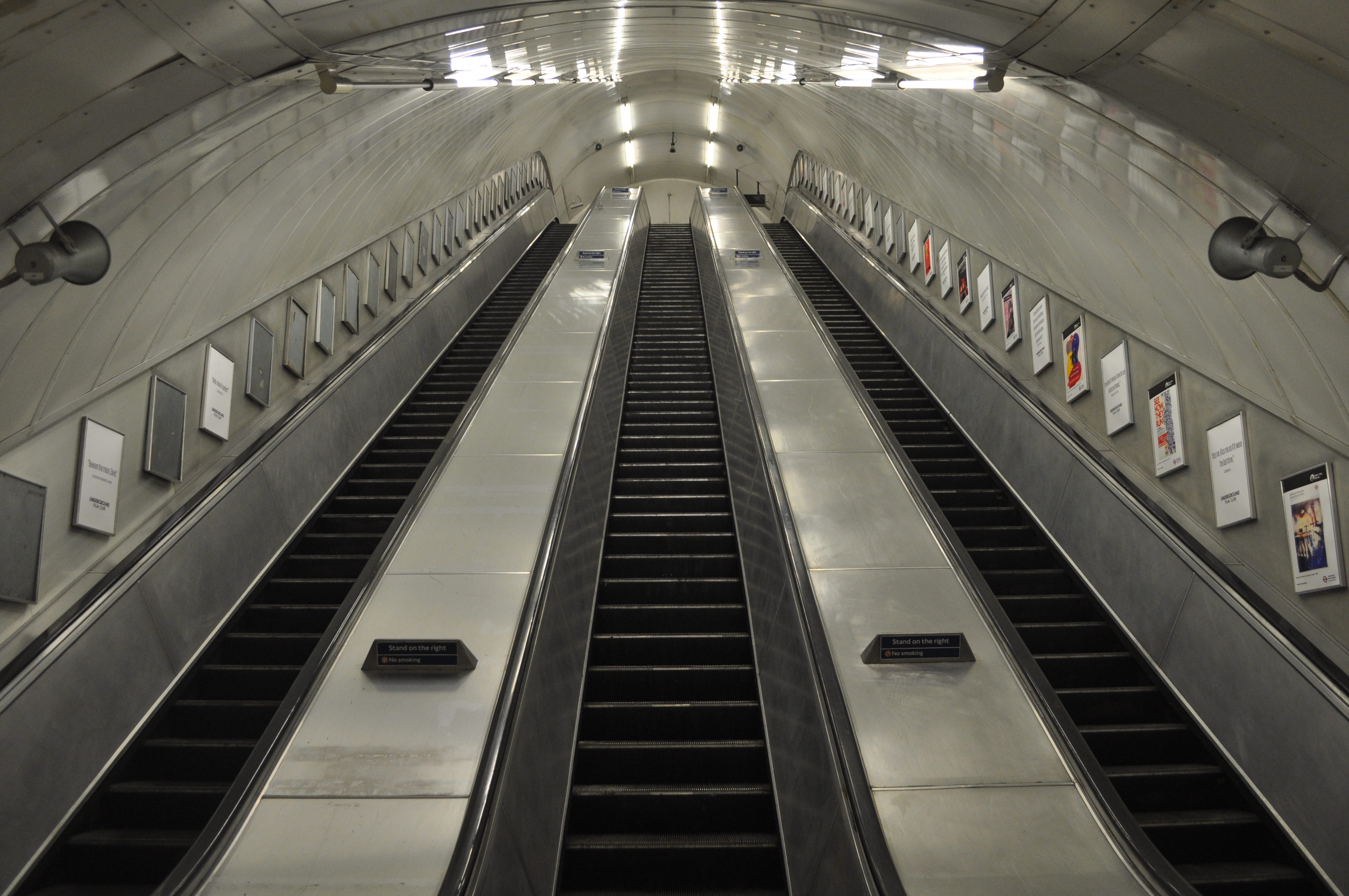
Eskalátory na nástupiště linky Jubilee Line, uzavřené pro veřejnost, rok 2015
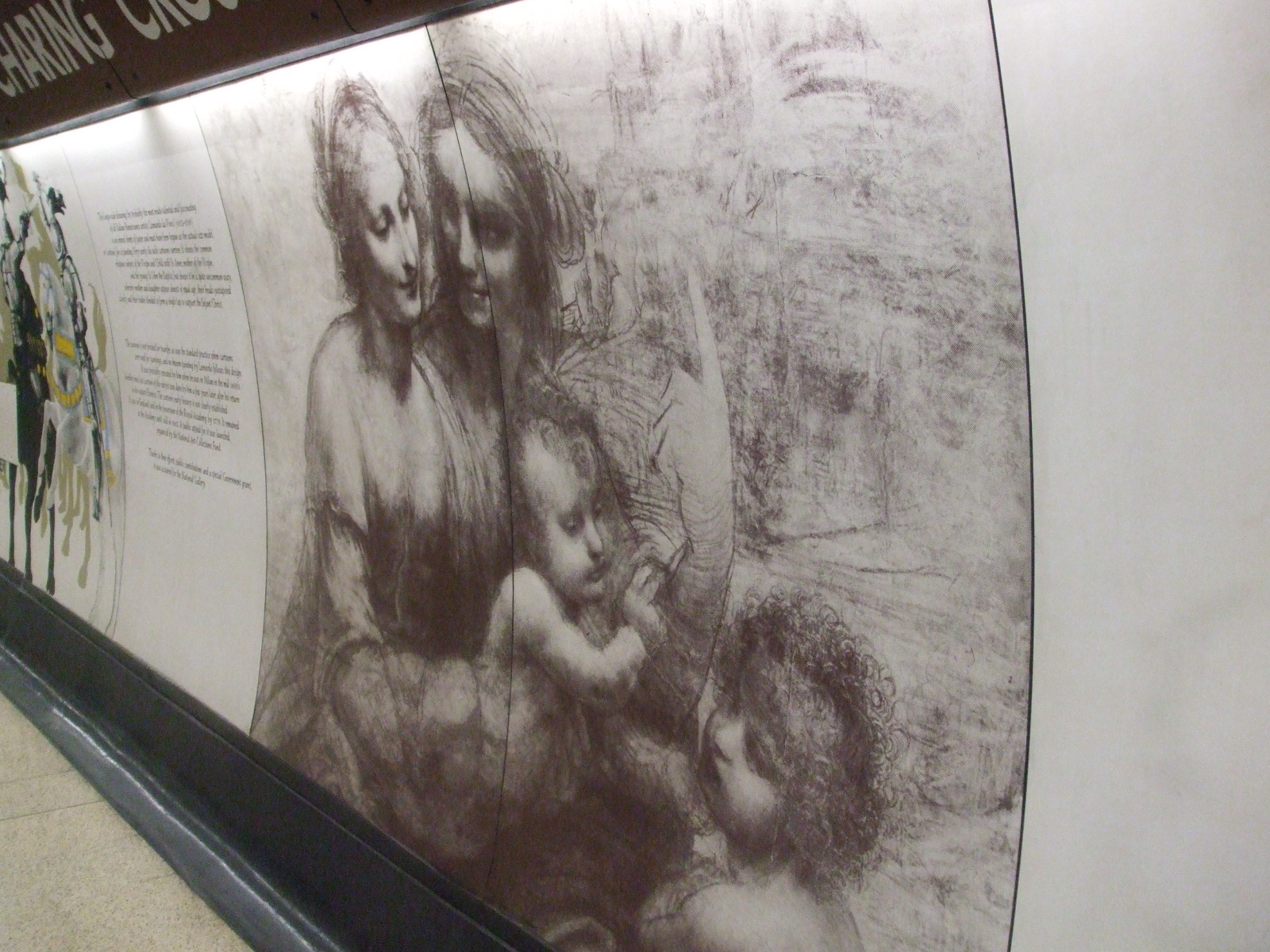
Nástupiště linky Bakerloo Line, detail nástěnné malby, rok 2008
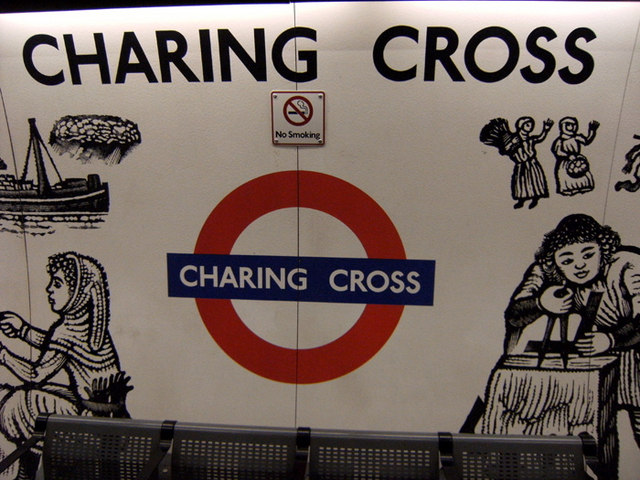
Nástupiště linky Northern Line, detail nástěnné malby, rok 2008